# Bartolomeu Bueno da Silva
Bartolomeu Bueno da Silva (Santana de Parnaíba, 1672 — Vila Boa de Goiás, 19 de setembro de 1740) foi um bandeirante paulista. Com doze anos, passou a acompanhar o pai, também chamado Bartolomeu Bueno da Silva nas expedições no interior da capitania de São Vicente, correspondente ao atual território de Goiás, mas, com a descoberta de ouro em Minas Gerais, estabeleceu-se em Sabará e, mais tarde, em São João do Paraíso e Pitangui, onde foi nomeado assistente do distrito. Era conhecido como segundo Anhanguera ("diabo velho").

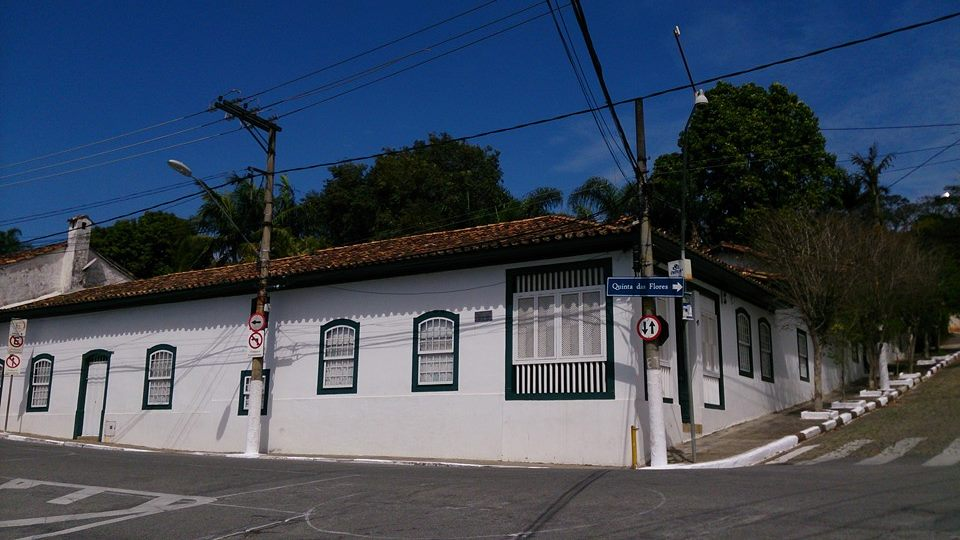
Casa em que Bartolomeu Bueno da Silva (filho) nasceu, Santana de Parnaíba

Em 1720, volta a Santana de Parnaíba e redige uma apresentação a D. João V de Portugal pedindo licença para retornar a Goiás, onde seu pai encontrara ouro. Em troca, pedia o direito de cobrar taxas sobre as passagens de rios no caminho para as minas goianas. A oferta é aceita e, então, a expedição é organizada. Em 1722, parte de São Paulo com a intenção de percorrer novamente os sertões que visitara quarenta anos antes com o pai. Durante quase três anos, e com muitas dificuldades, explorou os sertões goianos em busca da lendária Serra dos Martírios. Finalmente, com mais de 50 anos, encontrou ouro no rio Vermelho.
Foi nomeado capitão-mor das minas por D. João V em 1726 e, mais tarde, coronel das ordenanças e capitão-mor de Vila Boa; fundou o Arraial de Santana, que se torna Vila Boa de Goiás em 1736 (embora algumas fontes apontem a transformação para o ano de 1739, justificando que o ano de 1736 corresponda apenas ao ano de emissão da ordem-régia), atualmente cidade de Goiás, mais conhecida como Goiás Velho. 
Cora Coralina descreve a chegada do segundo Anhanguera: 

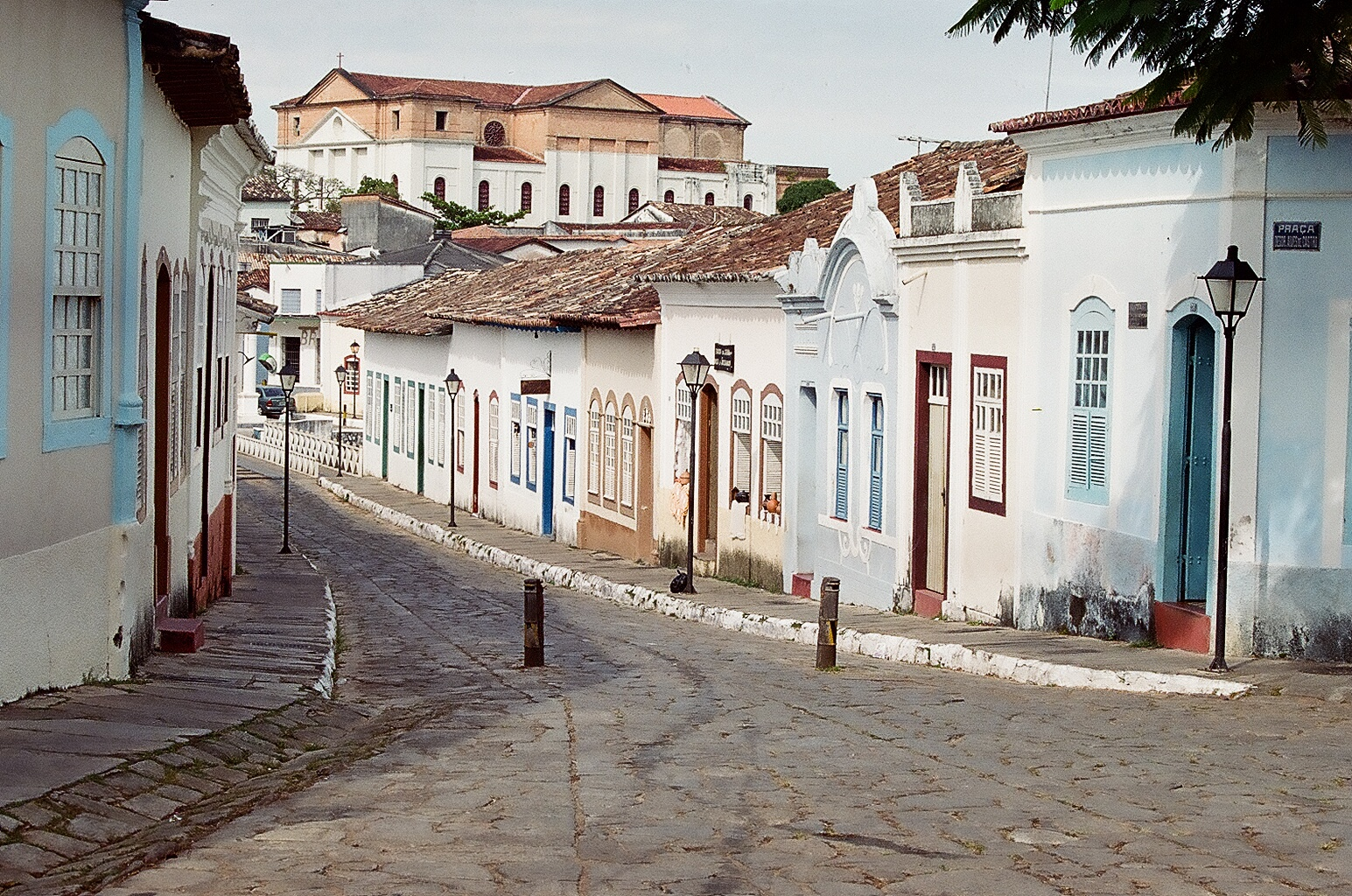
Rua do Conjunto Arquitetônico da Cidade de Goiás, Goiás, Brasil

"Mesmo na frente da casa velha, do lado de lá do rio, há mais de duzentos anos, caminhando para trezentos, tomou chegada a Bandeira dos “Polistas”. Porto da Lapa foi chamado o lugar onde desembarcou no dia 26 de julho de 1728 a gente do Anhanguera. Desembarcou e logo trataram todos de levantar a igreja da Lapa em honra e glória da Nossa Senhora dos Caminheiros que, depois de passadas e erradas sem conta pelo grosso do sertão, os trazia, afinal, no roteiro certo da tribo Goiá.”

## Ascendência
Bartolomeu Bueno da Silva (pai) era filho de Francisco Bueno, morto em conflito com jesuítas no Rio Grande do Sul e de Filipa Vaz. Casou-se com Isabel Cardoso e teve nove filhos, dentre os quais estava Bartolomeu Bueno da Silva, o Moço.

A família de Cora Coralina, poetisa e contista brasileira nascida em Goiás, relacionava-se à dos Bueno. Sua tataravó era nora do Anhanguera, como conta em um trecho de seu livro:
"aquela mesma que na velhice, viuvez e pobreza, teve de repor com seus lavrados e de suas filhas, certa arrouba de ouro, pedida pelo velho Bandeirante e de cuja dádiva antecipada discordou o Rei de Portugal. História feia e mesquinha que deslustra a generosidade de um soberano e que o cronista custa a recordar.”

## Últimos anos
Como maneira de diminuir o poder do Anhanguera e apaziguar as disputas pelo controle das minas, o Conde de Sarzedas, então governador de São Paulo, divide as minas em dois distritos: Santana e Meia-Ponte. Assim, o bandeirante perde sua influência como ouvidor-mor do estado, passando ao cargo de capitão-mor.
Foi acusado de sonegação de impostos em 1733; começou a perder prestígio junto à coroa e sua autoridade foi progressivamente sendo limitada pelos delegados do rei. Perde também seu direito de passagem. A persistência das lutas internas e as suspeitas de contrabando levaram ao estabelecimento de uma ouvidoria e à criação da capitania de Goiás. Morreu em 1740, pobre e destituído de poder, reduzido a um cargo decorativo, em Vila Boa de Goiás.

Cora Coralina relata que: 
“Bartolomeu Bueno da Silva, o Moço, que propiciou substancial aumento de riqueza à Coroa de Portugal, gastando na descoberta das minas toda a fortuna que havia herdado dos pais, faleceu pobre na Vila de Goiás em 1740, mesmo porque a promessa de conceder-lhe uma arroba de ouro das rendas obtidas com a extração do metal não foi cumprida, ordenando-se, isso sim, a restituição da quantia já recebida, com o seqüestro dos bens do beneficiado se não fosse efetuada.”
A corrida pelo ouro foi o estopim para a cobiça e para os sonegamentos fiscais, que vinham acompanhados de delações. Portanto, ficara mais fácil ser pego sonegando impostos.

## Contexto histórico
A exploração bandeirante inicia-se no Brasil a partir do século XVI, na capitania de São Vicente, com a penetração dos exploradores no sertão em busca de riquezas naturais e mineiras, tal qual o ouro e a prata. Durante a década de 1660, Bartolomeu Bueno da Silva (pai), desponta como o primeiro Anhanguera.  

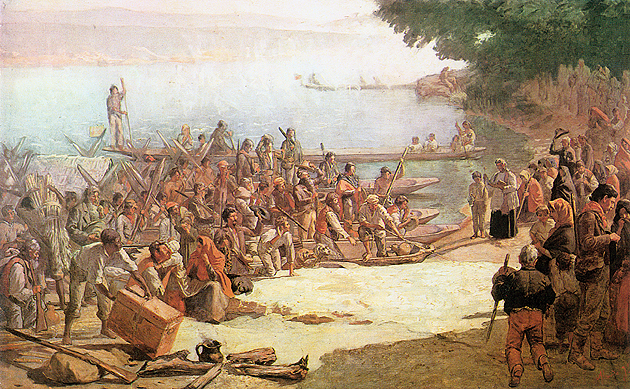
Almeida Júnior - Estudo da Partida da Monção, 1897 (Bandeirantes)

No ano de 1682, o primeiro Anhanguera parte da capitania de São Vicente (atual São Paulo) em direção ao rio Araguaia, atravessando o território correspondente ao atual estado de Goiás. O apelido provém de um episódio advindo desta expedição. Acredita-se que, ao retornar do Araguaia, Bartolomeu Bueno da Silva (pai) encontrou-se com índios da tribo dos goiases. Ao avistar as índias ricamente adornadas com chapas de ouro, colocou fogo em uma tigela e ordenou que os indígenas lhe indicassem a procedência do metal, ameaçando atear fogo nos rios e nas fontes. Daí, fora denominado Anhanguera (em tupi, añã'gwea, ou seja, diabo velho, alma velha).
Acredita-se que, ainda menino, Bartolomeu Bueno da Silva (filho) já acompanhava o pai em suas explorações.
A terceira década do século XVIII foi um período em que a economia mineradora efervescia. As Minas Gerais geravam lucros ao passo em que centros que destacavam-se na extração aurífera despontavam durante o reinado de D. João V em Portugal, que é considerado o período de maior ostentação da história da corte portuguesa.
A metrópole agia de maneira conjunta com os sertanistas para proporcionar o descobrimento de ouro no país. Essa relação harmônica pode ser exemplificada no documento redigido por Rodrigo César de Menezes e entregue ao segundo Anhanguera, o qual estabelecia os termos de um contrato entre o bandeirante e a metrópole e demonstrava a existência de uma ação conjunta entre ela e os paulistas.
"Porquanto Sua Majestade, que Deus guarde, foi servido ordenar-me por carta de 14 de fevereiro do ano passado de 1721, assinada pela sua mão real, ajustasse com o Capitão Bartolomeu Bueno da Silva o prêmio que se lhe havia de dar, no caso em que descobrisse nos sertões desta capitania minas de ouro e prata, e outros haveres, e que lhe desse regimento quando entrasse em tropa a fazer descobrimento nos ditos sertões, e em cumprimento da ordem do dito Senhor, lhe mandei dar o presente regimento, que há de guardar inviolavelmente o dito Capitão Bartolomeu Bueno da Silva."
As casas dos bandeirantes assemelhavam-se a fortalezas. Eram feitas de paredões de pedra, tanto nos muros externos quanto nas divisões dos cômodos internos. As construções diferenciavam-se das casas comuns das vilas de São Paulo e Minas Gerais, cuja matéria-prima era a taipa socada. A estrutura das casas contava com troncos de aroeira e erguiam-se paredes de granito, que tornavam a residência indestrutível mesmo com a ação do tempo.

## Expedições
- Serra dos Martírios: alega-se que, na infância, Bartolomeu Bueno da Silva (filho) foi um dos únicos a avistar a mitológica Serra dos Martírios e os Araés, em 1673. Junto dele, estava Antonio Pires de Campos, filho do bandeirante Manuel de Campos Bicudo.
- Rio Araguaia: acompanha o pai em expedição partindo de São Paulo em direção aos sertões do Planalto Central, atravessando o território que hoje é correspondente ao estado de Goiás e seguiu até o rio Araguaia. Lá, deparam-se com o povo goiá. Pai e filho retornam a Santana de Parnaíba com milhares de índios apreendidos, sem explorar as minas da região mas certos da presença do ouro nas terras.[2]
- Campinas (Caminho dos Goiases): em 1722, parte de São Paulo acompanhado de uma tropa de 152 homens armados, 2 religiosos e 39 cavalos. A vereda dura cinco dias, até que estabelecem-se em uma parada estratégica, que, 23 anos depois, seria nomeada Campinas (o caminho para a atual cidade fora aberto no ano de 1725)[10]. Mais tarde, a extensão percorrida pelos Goiases, de 102 quilômetros, transformou-se na primeira macrometrópole do Hemisfério Sul, contando com mais de 22 milhões de habitantes.[11][10]

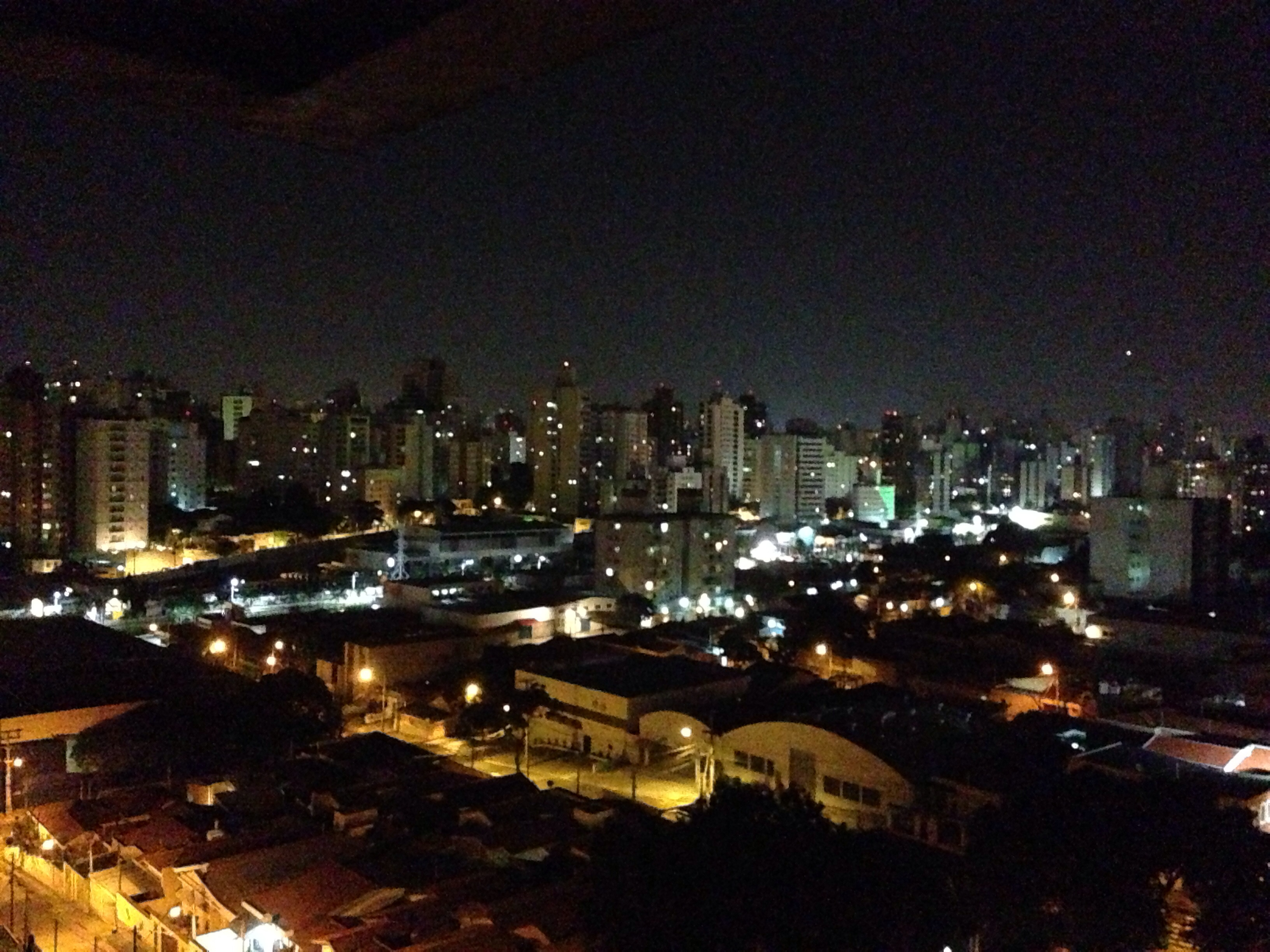
Cidade de Campinas, no estado de São Paulo

- Arraial de Santana: posteriormente passou a se chamar Vila Boa de Goiás. A influência bandeirante na região, sobretudo devido ao ouro, foi responsável pelo processo de urbanização do sertão. A cidade tornou-se o maior centro econômico e político do estado, passando a ser a capital da província.[12] Existe controvérsia acerca do ano de sua fundação, com fontes indicando se tratar do ano de 1727[13]e outras, do ano de 1725[7][2].

## Os goiases
A tribo goiá (ou goiases) era originária da região Centro-Oeste, estabelecendo-se especificamente no chamado Mato Grosso goiano, região escolhida pelo segundo Anhanguera para a fundação do Arraial de Santana, precisamente na nascente do rio Vermelho e na Serra Dourada. Seu nome inspirou o do estado de Goiás. Foram dizimados repentinamente após a chegada da comitiva bandeirante de Bartolomeu Bueno da Silva (filho) devido aos conflitos com os sertanistas, sem deixar vestígios nem mesmo linguísticos ou arqueológicos.
Também acredita-se que uma das razões para o desaparecimento dos goiases seja a miscigenação com os portugueses, o que originou a população goiana nos séculos XVIII e XIX.
Acredita-se que o nome goiá tenha sido dado erroneamente por Bartolomeu Bueno da Silva (filho) aos índios caiapós. A hipótese sustenta-se pela crença dos bandeirantes paulistas de que as margens do rio Grande abrigavam uma tribo denominada guayana, de origem tupi. Também acredita-se que tenham perecido devido aos surtos de cólera.
Portanto, com base nessa hipótese a anedota do surgimento do apelido Anhanguera, concedido a Bartolomeu Bueno da Silva (pai), teria se dado na divisa de São Paulo e Minas Gerais, e não no rio Vermelho.
Os goiases habitavam anteriormente a região do rio Orinoco, no período anterior ao descobrimento. Após a invasão de outra tribo, os Caraíbas, grande parte do grupo étnico fugiu pelo rio Amazonas para a região onde hoje fica o estado de Goiás. Em Raízes do Brasil, Sergio Buarque de Holanda faz uma breve alusão aos goiases, indicando a crença de que as partes centrais da América do Sul eram habitadas por povos pigmeus, ou seja, os goiá.

## Homenagens
- A Rodovia Anhanguera, em São Paulo, com 453 quilômetros de extensão, é assim denominada em sua homenagem;
- A Avenida Anhanguera, uma das mais importantes vias da capital de Goiás, Goiânia;

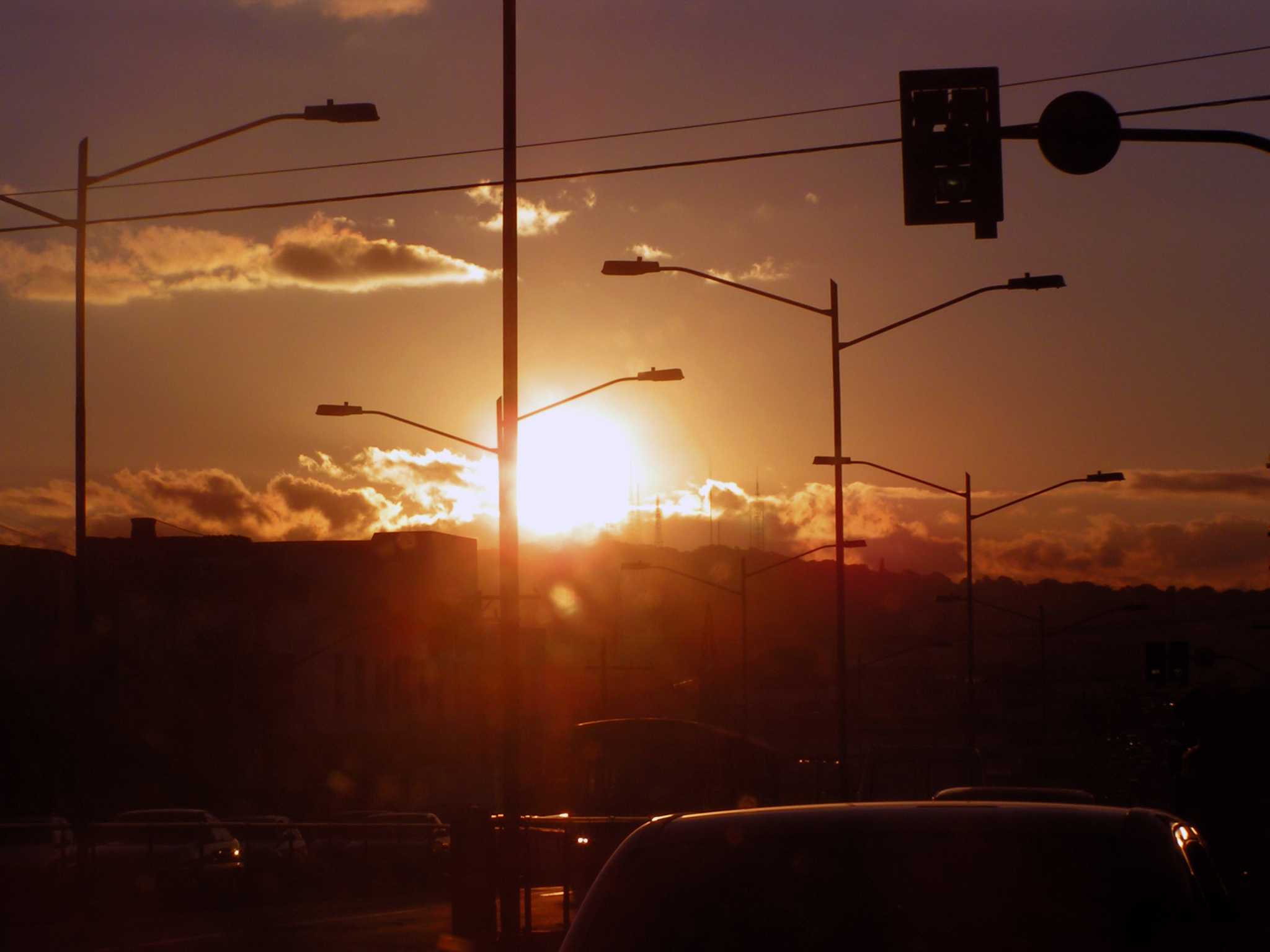
Pôr do Sol na Avenida Anhanguera, Goiânia

- Monumento ao Bandeirante, em Goiânia;
- Anhanguera, município brasileiro do estado de Goiás;
- Rede Anhanguera, conjunto de emissoras afiliadas da rede Globo, presentes em Goiás e Tocantins.
- Anhanguera, distrito localizado no município de São Paulo e pertencente à Subprefeitura de Perus.
- Faculdades Anhanguera, centro universitário e rede educacional.
- ETEC Bartolomeu Bueno da Silva, localizada em Santana de Parnaíba.
- Rua Bartolomeu Bueno da Silva, no município de Guarulhos.
- O Parque Anhanguera, situado no extremo noroeste da capital de São Paulo e no bairro de Perus.

Além de várias praças, ruas e avenidas em cidades do interior de Goiás e Tocantins.